# Papilio antimachus
Papilio antimachus је врста лептира из породице једрилаца (лат. Papilionidae).

## Распрострањење
Врста има станиште у Анголи, Бенину, Габону, Гани, ДР Конгу, Екваторијалној Гвинеји, Камеруну, Либерији, Нигерији, Обали Слоноваче, Републици Конго, Руанди, Сијера Леонеу, Тогу, Уганди и Централноафричкој Републици.

## Станиште
Врста Papilio antimachus има станиште на копну.

## Угроженост
Подаци о распрострањености ове врсте су недовољни.